# Туркменбаші (місто)
Туркменбаші (туркм. Türkmenbaşy; до 1993 — Красноводськ (рос. Красноводск)) — місто на заході Туркменістану, входить до складу Балканського велаята.

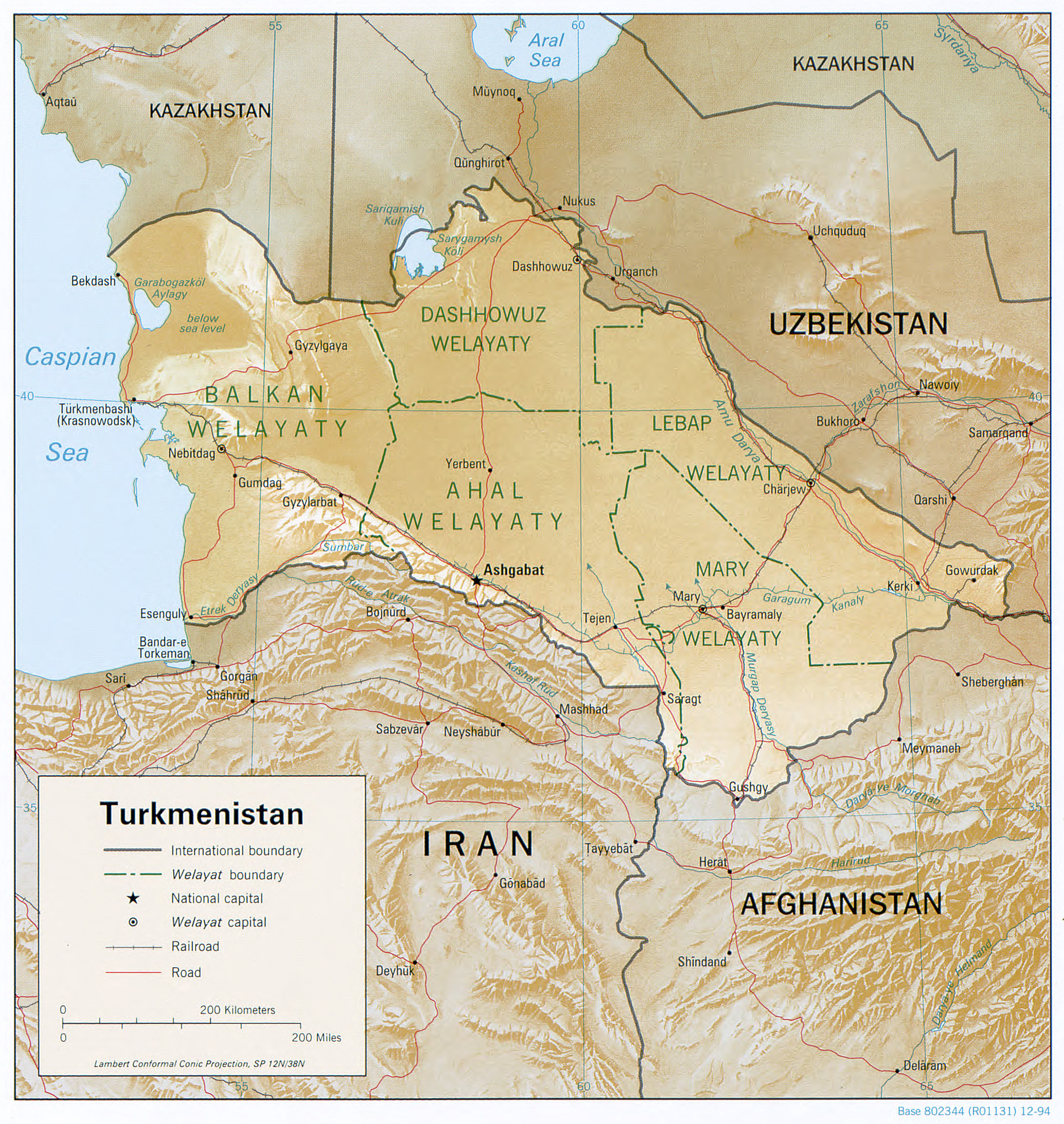

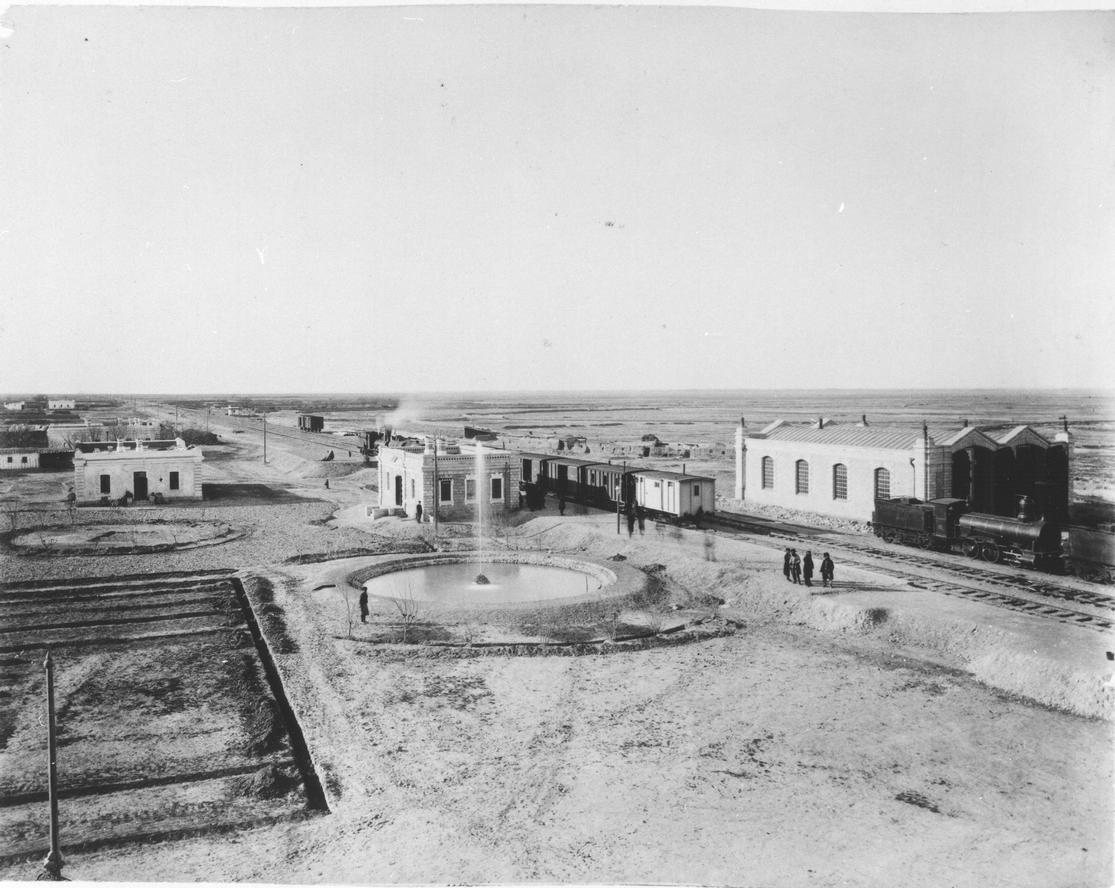
Станція Бахмі Транскаспійської залізниці в 1890

Порт на Каспійському морі. Залізнична станція. Поромна переправа Туркменбаші—Баку. Нафтопереробна, харчова (у т.ч. рибна), легка промисловість; судноремонт. Меморіальний музей 26 бакинських комісарів. Краєзнавчий музей.
Засноване в 1869 році. У 1939–1947, 1952–1955 і 1973–1988 роках місто було центром Красноводської області Туркменської РСР.

## Історія
У 1717 російський і кабардинський князь Олександр Бекович-Черкаський (до хрещення Давлет-Гірей) висадився тут і заснував таємне укріплення в колишньому гирлі Узбою — древньому річищі Амудар'ї, яке пізніше висохло, і річка перестала впадати в Каспійське море. Він збирався, базуючись в цій фортеці, зробити похід вгору по Узбою і зайняти Хіву. Експедиція виявилася невдалою, поселення було залишене на 150 років.
У 1869 вдруге був заснований форт Красноводськ, як російський переклад місцевої назви Кизил-Су. Форт використовувався як база для операцій проти туркменських кочовиків і задля походів на Бухарське ханство та Хівинське ханство. Була утворена Закаспійська область, і Красноводськ був центром повіту. Місце, де був заснований Красноводськ, називалося Шага-дам.
Після будівництва Транскаспійської залізниці з Середньої Азії поромом в Баку в кінці XIX і на початку XX століття, Красноводськ став важливим транспортним центром.  
Червона Армія захопила форт у лютому 1920 р..
У 1939 була утворена Красноводська область зі столицею у Красноводську, вона кілька разів ліквідовувалася і відновлювалася (у 1947 ліквідована, в 1952 відновлена, в 1955 ліквідована, в 1973 відновлена, в 1988 ліквідована).  
У 1991 на території колишньої Красноводської області утворюється Балканська область з центром в Балканабаті (Небіт-Дазі).  
У 1993 місто був перейменовано президентом Ніязовим в Туркменбаші, за його титулом.

## Транспорт
Мережа громадського транспорту та інфраструктура міста Туркменбаші є під управлінням «Turkmenawtoulaglary Agency». Сьогодні місто обслуговує міжнародний аеропорт і національні залізничні лінії, муніципальні автобуси, мікроавтобуси, таксі, велосипедні доріжки.

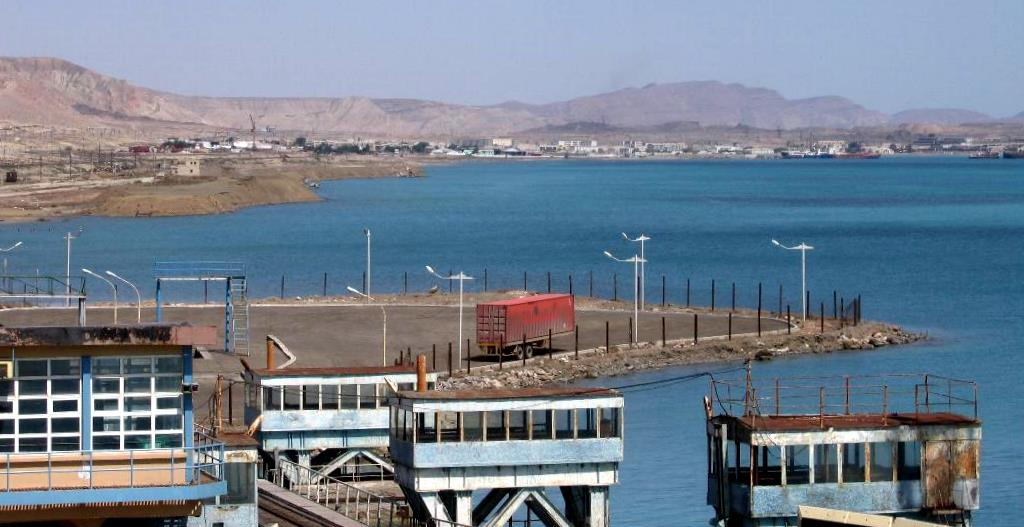
Каспійське море в порту Туркменбаші

Місто має важливе значення як транспортний вузол, утворений морським портом з поромною переправою, аеропортом і залізничною станцією. Шосе M37 сполучає морський порт із міст на сході. Шосе Р-18 проходить на захід від морського порту до Авази, потім на північ до кордону з Казахстаном.

### Міжнародний морський порт Туркменбаші
Туркменбаші є головним морським портом Туркменістану та морським сполученням із Заходом. Поромне сполучення сполучає Туркменбаші з Баку, Азербайджан, що знаходиться приблизно за 260 км через Каспійське море. Це західна кінцева станція Транскаспійської залізниці, що сполучає місто зі столицею Туркменістану Ашгабатом.

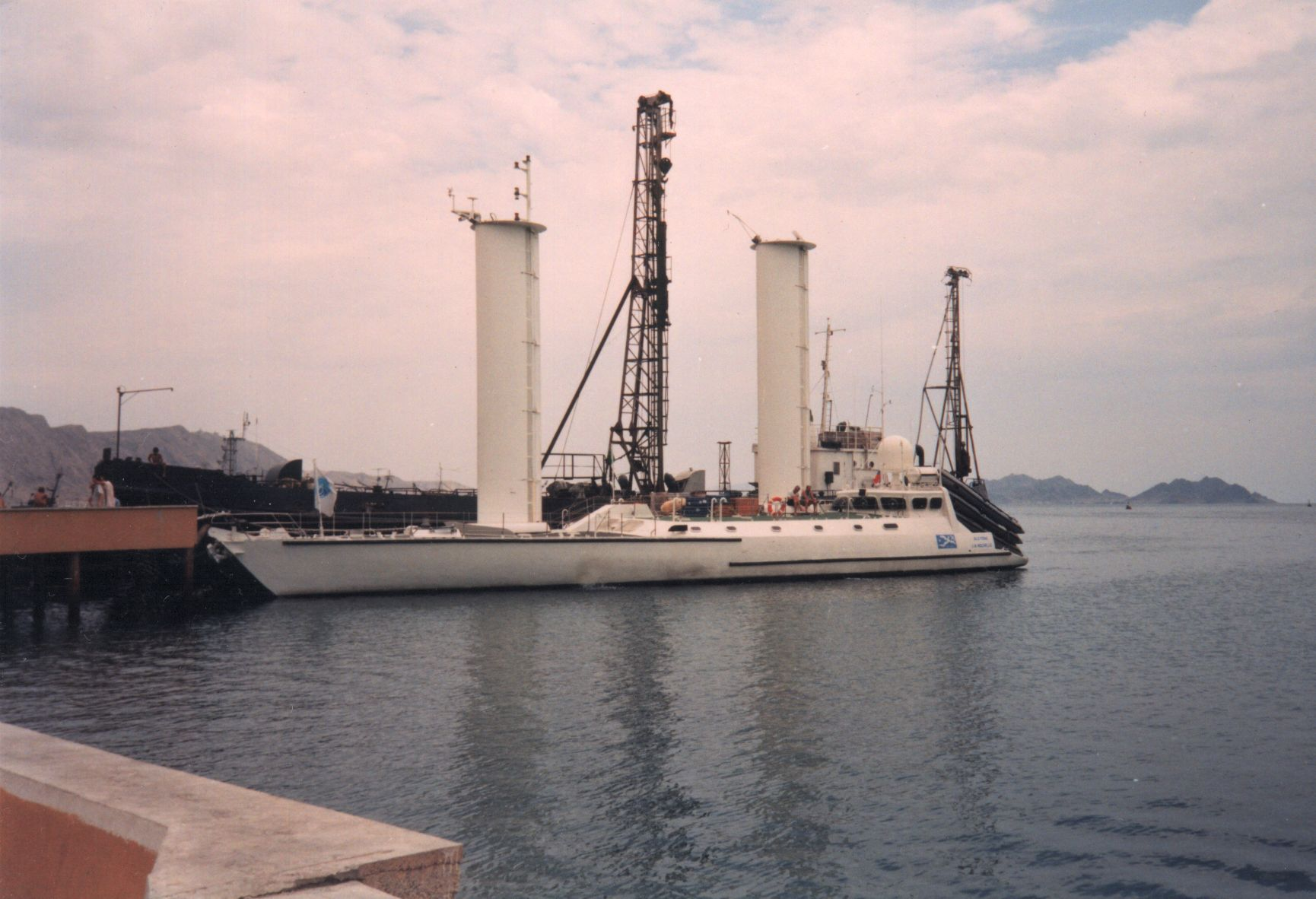
Судно Alcyone в порту міста Туркменбаші

Пасажирські лінії станом на 2021 рік сполучали Туркменбаші з портом Баку (Азербайджан) і портом Оля (Росія).
У 2014 році в порту відкрито морський пасажирський термінал внутрішніх рейсів. На внутрішніх лініях місто сполучається з Хазаром і Гизилсувом.
У 2018 році відкрито новий модернізований морський порт, найбільший на Каспійському морі. Площа нового порту становить понад 1,3 км², а загальна довжина причалу — 3,6 км. Пропускна спроможність вантажного термінала — до 18 млн тонн на рік.

### Залізничний вокзал Туркменбаші

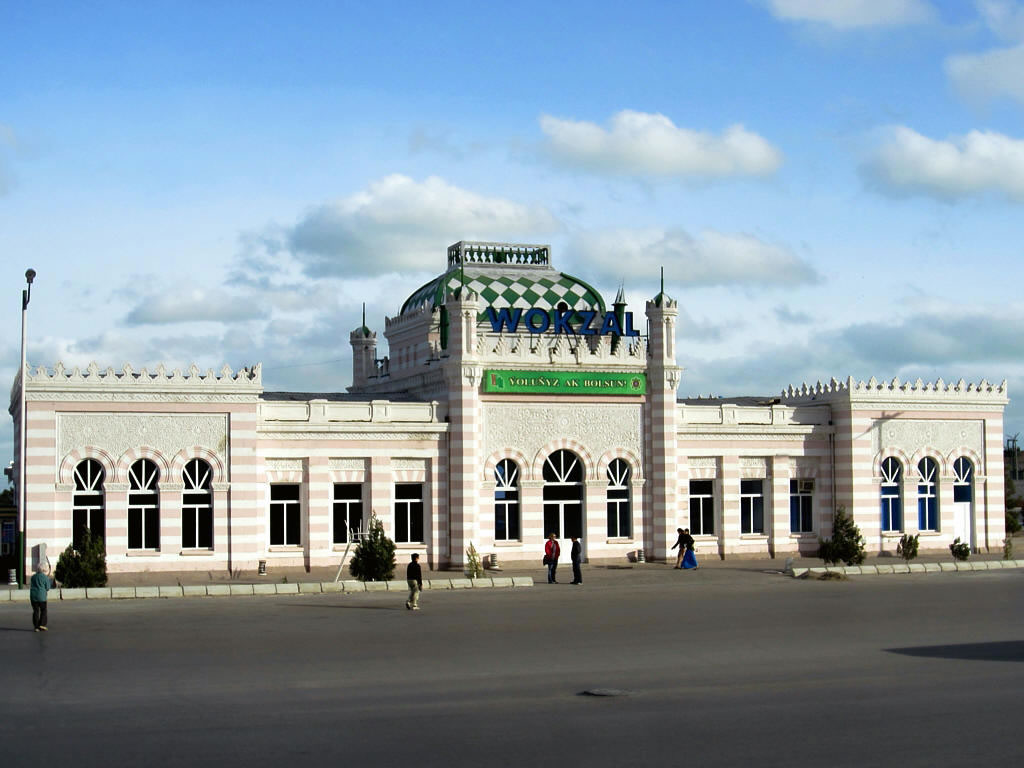
Залізничний вокзал Туркменбаші

Залізничний вокзал був побудований у 1895 році архітектором Олексій Леонтійович Бенуа. Будівля вокзалу є одним з найкрасивіших на всій Середньоазійській залізниці. З Туркменбаші щодня курсує поїзд № 605/606 до Ашхабада.

### Міжнародний аеропорт Туркменбаші
Спочатку в 1940 році аеропорт розташовувався у нижній частині плато, біля Красноводської лікарні. Під час Другої світової війни його перенесли на вершину плато, а аеродром розмістили разом із базою радянських ВПС. У 2010 році аеропорт був реконструйований і отримав статус міжнародного. Має дві злітно-посадкові смуги. Авіакомпанія Turkmenistan Airlines забезпечує прямі рейси з аеропорту Туркменбаші до Ашхабаду, Дашогуза, Мари, Стамбула та Туркменабату. До аеропорту можна дістатися автобусом або автомобілем з міста, приблизно за 10–15 хвилин.

### Автобуси
Автобусна мережа Туркменбаші утворює важливу основу транспортної мережі міста. Майже десятиліття місто обслуговували автобуси Hyundai Aero City різних модифікацій.
Місто також сполучене з Ашхабадом, Балканабатом і Гарабогазом автобусами.

## Клімат
| Клімат Туркменбаші      | Клімат Туркменбаші | Клімат Туркменбаші | Клімат Туркменбаші | Клімат Туркменбаші | Клімат Туркменбаші | Клімат Туркменбаші | Клімат Туркменбаші | Клімат Туркменбаші | Клімат Туркменбаші | Клімат Туркменбаші | Клімат Туркменбаші | Клімат Туркменбаші | Клімат Туркменбаші |
| Показник                | Січ.               | Лют.               | Бер.               | Квіт.              | Трав.              | Черв.              | Лип.               | Серп.              | Вер.               | Жовт.              | Лист.              | Груд.              | Рік                |
| Абсолютний максимум, °C | 20,7               | 23,3               | 29,0               | 36,0               | 40,7               | 42,4               | 44,7               | 44,5               | 43,5               | 33,4               | 28,1               | 24,6               | 44,7               |
| Середній максимум, °C   | 7,8                | 8,7                | 13,1               | 19,9               | 25,8               | 31,6               | 34,6               | 34,5               | 29,3               | 21,5               | 14,2               | 9,1                | 20,8               |
| Середня температура, °C | 3,3                | 3,9                | 7,7                | 13,7               | 19,5               | 25,1               | 28,2               | 28,0               | 22,7               | 15,4               | 9,3                | 4,9                | 15,1               |
| Середній мінімум, °C    | −0,3               | −0,2               | 3,2                | 8,5                | 13,6               | 18,9               | 22,2               | 22,0               | 16,7               | 10,0               | 5,0                | 1,2                | 10,1               |
| Абсолютний мінімум, °C  | −21,5              | −21,9              | −12,6              | −2,6               | 0,9                | 6,6                | 14,1               | 10,2               | 3,3                | −2,9               | −12,1              | −16,3              | −21,9              |
| Норма опадів, мм        | 12                 | 13                 | 17                 | 16                 | 9                  | 3                  | 2                  | 5                  | 5                  | 11                 | 19                 | 13                 | 125                |
| Днів з дощем            | 8                  | 7                  | 8                  | 8                  | 7                  | 3                  | 2                  | 3                  | 3                  | 6                  | 8                  | 8                  | 71                 |
| Днів зі снігом          | 3                  | 4                  | 1                  | 0,1                | 0                  | 0                  | 0                  | 0                  | 0                  | 0                  | 0,3                | 2                  | 10                 |
| Вологість повітря, %    | 76                 | 72                 | 68                 | 63                 | 56                 | 49                 | 49                 | 44                 | 46                 | 58                 | 72                 | 75                 | 61                 |
| ----------------------- | ------------------ | ------------------ | ------------------ | ------------------ | ------------------ | ------------------ | ------------------ | ------------------ | ------------------ | ------------------ | ------------------ | ------------------ | ------------------ |
| Джерело: Pogoda.ru.net  |                    |                    |                    |                    |                    |                    |                    |                    |                    |                    |                    |                    |                    |

## Галерея

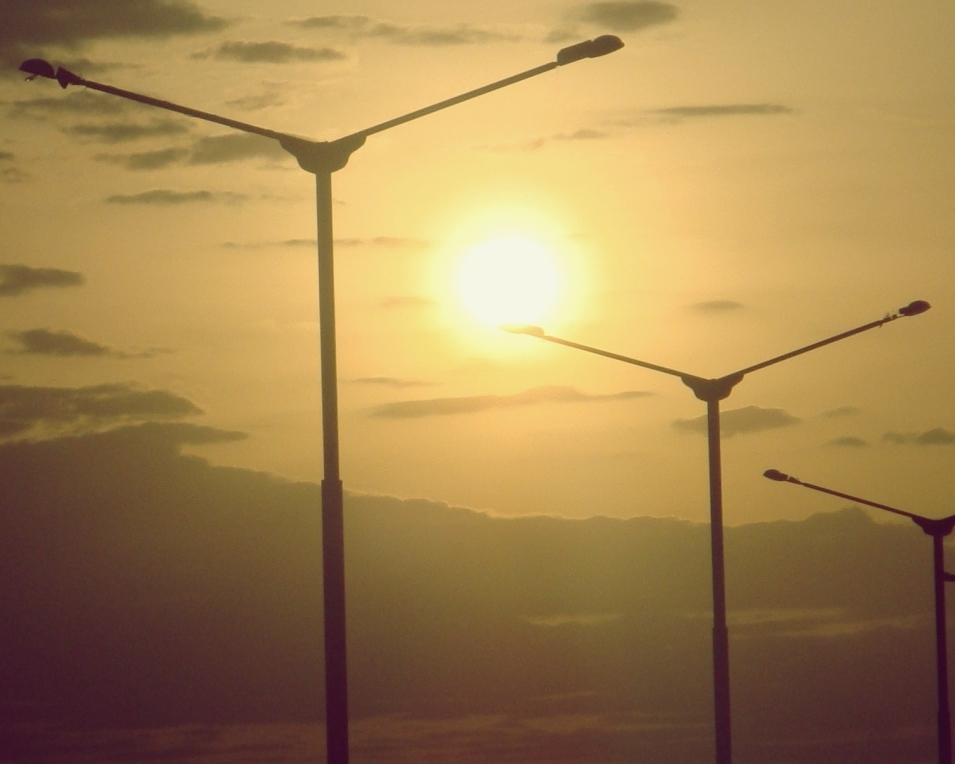
Захід в місті Туркменбаші
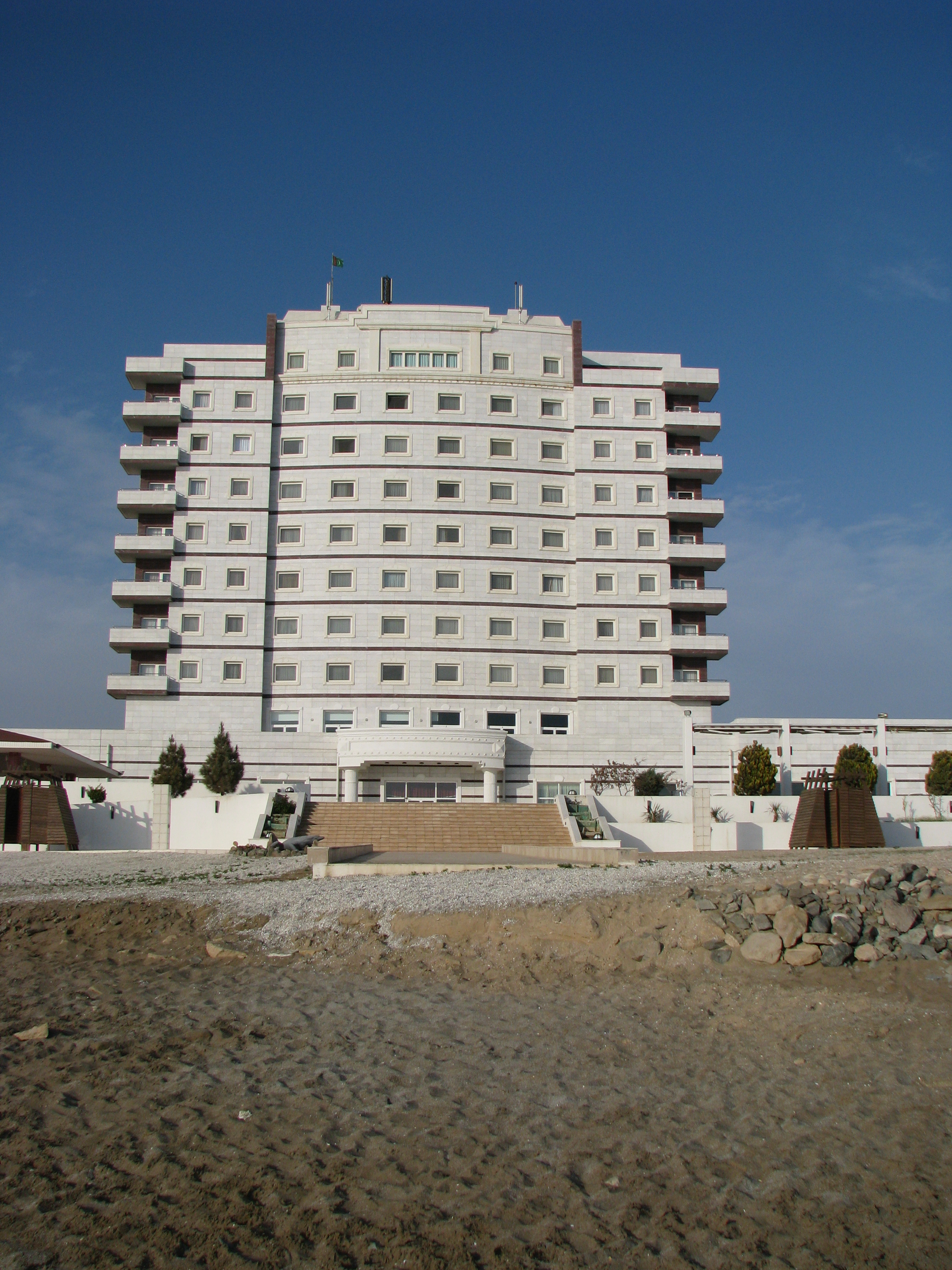
Готель «Сердар» в туристичній зоні Аваза
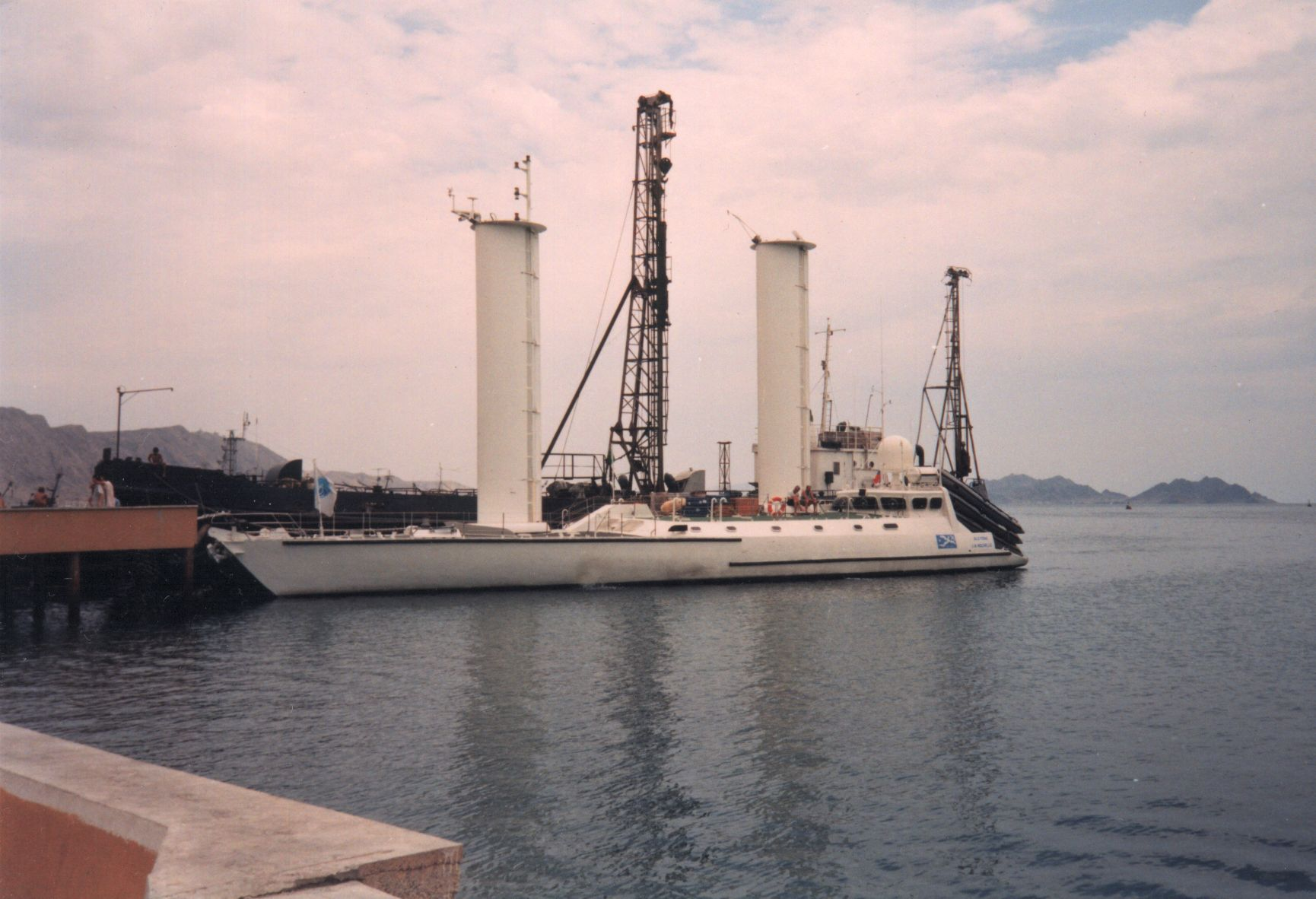
Алсіон в порту міста Туркменбаші. Туркменістан. 1998
Міжнародний аеропорт міста ТуркменбашіМіжнародний аеропорт міста Туркменбаші
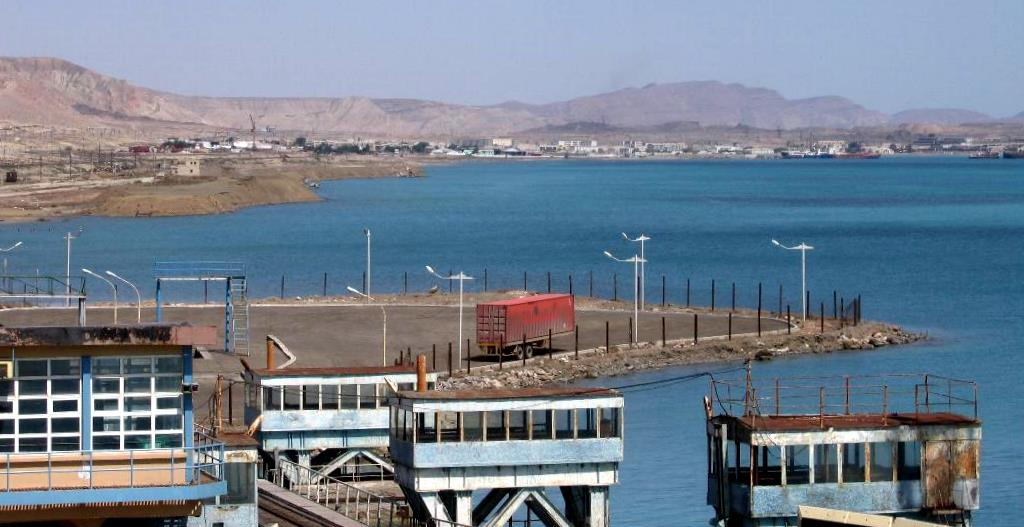
Морський порт в Туркменбаші